# Keroplatidae
Keroplatidae es una familia de mosquitas pequeñas de los hongos. Hay más de 1.000 especies descritas en 90 géneros, pero quedan muchas por descubrir. Generalmente habitan bosques y ambientes húmedos, a veces cuevas, donde prosperan los hongos, que son sus especies huéspedes.
Se alimentan de hongos o de pequeños artrópodos que viven en los hongos. Los adultos suelen volar al atardecer o de noche. Tienen un vuelo lento y débil. Algunas especies de la tribu  Orfeliini tienen colores brillantes y son mímicos de las avispas. Las larvas de Orfelia son bioluminosas.
Una especie notable es Arachnocampa, cuyas larvas producen hilos sedodos bioluminosos usados para atrapar sus presas. Se encuentran en Australia y Nueva Zelanda.

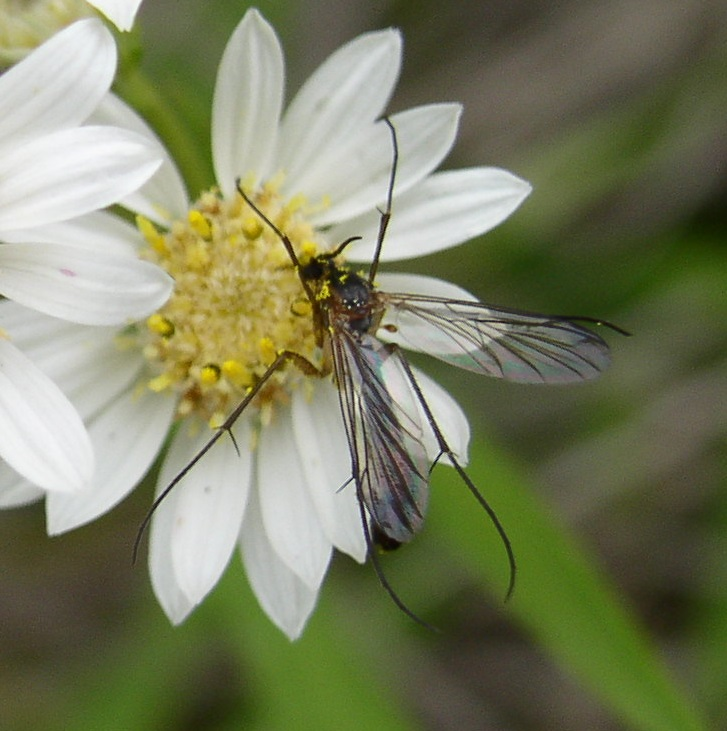
Asindulum sp.